# Eren Derdiyok
Eren Derdiyok (Basileia, 12 de junho de 1988) é um ex-futebolista suíço que atuava como atacante.

## Carreira
Eren Derdiyok fez parte do elenco da Seleção Suíça de Futebol da Euro 2008, a Copa de 2010 e a Eurocopa de 2016.

## Títulos
Basel
- Copa da Suíça: 2007-08
- Campeonato Suíço: 2007-08
- Uhrencup: 2008